# Richard Kühnel

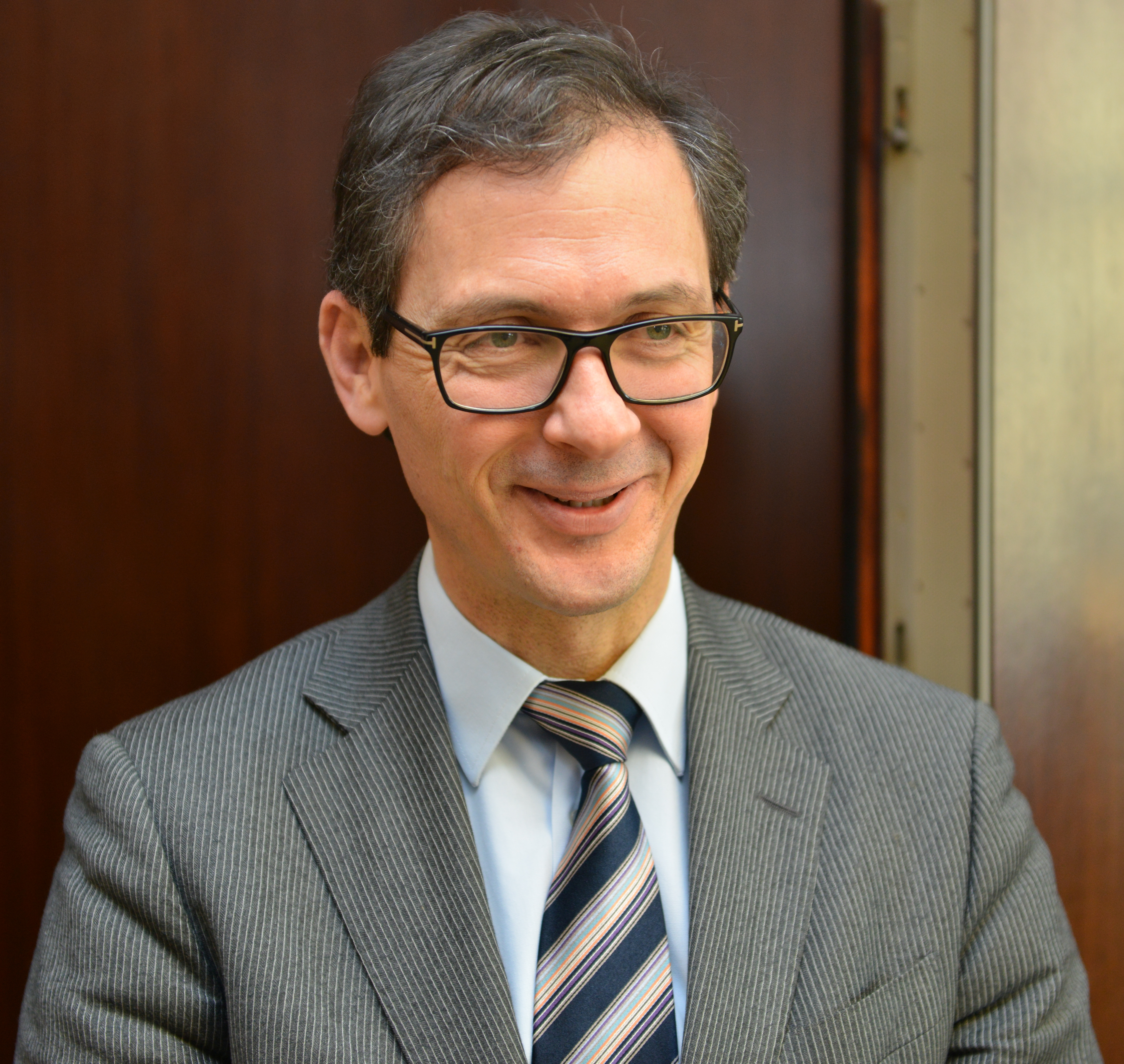
Richard Kühnel, Leiter der Vertretung der Europäischen Kommission in Deutschland, bei einem Besuch in der Bremischen Bürgerschaft im November 2016

Richard Nikolaus Kühnel (* 3. Juni 1969 in Graz) ist ein österreichischer EU-Beamter. Von 2008 bis 2014 war er Leiter der Vertretung der Europäischen Kommission in Österreich. Am 1. Juni 2014 hat er die Leitung der Vertretung der Europäischen Kommission in Deutschland übernommen. Zum 1. September 2019 wechselt er als Direktor der Generaldirektion „Kommunikation“ nach Brüssel.

## Leben und Beruf
Kühnel studierte Rechtswissenschaft mit den Schwerpunkten europäisches und internationales Recht an der Universität Graz.